# Karen Jonz
Karen Jonz Domingos Santos Claudio (Santos, 29 de setembro de 1983) é uma tetracampeã mundial, artista, musicista e youtuber. É a primeira mulher brasileira e skatista brasileira campeã mundial de skate vertical. Conquistou o primeiro ouro brasileiro feminino nos X Games.

## Biografia
Pioneira no skate, conquistou o primeiro ouro brasileiro feminino nos X Games. Foi também a primeira brasileira a trazer o título de campeã Mundial (2006) e campeã brasileira (2012). Santista residente em Santo André desde os 5 anos, começou a praticar skate aos 17 anos, idade considerada uma iniciação tardia para o esporte.[carece de fontes?] No início, costumava competir no vertical junto com os homens, onde chegou a ser vice-campeã.

### 2005
Vice-campeã mundial na categoria vertical feminino, tendo alcançado boas colocações.

### 2006
Campeã mundial no vertical feminino, também medalhista de bronze nos X Games. Primeiro lugar na etapa Europeia na Alemanha (Titus), Praga (Mystic Cup) e França. 

### 2007
Campeã Europeia. Quarta colocada nos X Games. Karen se muda para os Estados Unidos para conseguir se dedicar melhor aos treinos.  

### 2008
Em 2008, conquistou o título de bicampeã mundial e nesse mesmo ano foi campeã dos X Games na mesma categoria. Segundo lugar no Soul Bowl, primeiro lugar no Super Girl Skate Jam. 

### 2009
Em 2009, nos 25 anos do X Games, Karen conquistou medalha de prata na categoria Skate Vertical feminino.

### 2010
Após uma grave contusão no joelho, é terceira colocada no skate vertical feminino nos X Games.

### 2011
Contratada pela Mix TV como apresentadora do programa de esportes "Jam" (toda segunda-feira as 22:30).

### 2012
Campeã brasileira nas categorias Vertical e Bowl. Primeira mulher brasileira a assinar um modelo próprio de tênis.[carece de fontes?]

### 2013
Líder do circuito mundial desde a primeira etapa, consagra-se tricampeã mundial do vertical feminino, após competição nos EUA.

### 2014
Líder do circuito mundial, consagra-se tetracampeã mundial de skate vertical feminino.

### 2016
Em 29 de janeiro de 2016 nasce, em parto natural humanizado, Sky Jonz Silveira, a filha da Karen com Lucas Silveira.

### 2017
Karen retorna as competições depois de um longo puerpério e algumas lesões, vencendo a primeira etapa do campeonato brasileiro feminino vertical "Vert Battle". Junto com Lucas lança o projeto musical Kyber Krystals.

### 2018-21
Com o Vert não entrando na estreia do skate nas Olimpíadas, Jonz tentou se classificar mudando para a modalidade Park, e chegou a participar do circuito da modalidade em 2018, mas desistiu não se satisfazendo com seus desempenhos. Ao invés disso, quando os Jogos ocorreram com atraso em 2021, Jonz foi comentarista da modalidade pelo SporTV. Bem-recebida pelo público por seu tom descontraído, voltaria para a emissora para comentar mais torneios de skate.

## Vida pessoal
No dia 29 de Janeiro de 2016 nasceu Sky Jonz Silveira, sua filha com o marido, o músico Lucas Silveira da banda Fresno. Proprietária do canal Garagem de Unicórnio no Youtube, com uma linguagem totalmente extrovertida, a Karen abre um pouco da sua vida pessoal mostrando o seu dia-a-dia e ensinando dicas de skate para os seguidores.